# Tagil
Il Tagil (in russo Тагил?) è un fiume della Russia siberiana occidentale (Oblast' di Sverdlovsk), affluente di destra della Tura nel bacino dell'Ob'.
Nasce dal versante orientale degli Urali centrali, scorrendo dapprima in direzione sud-nord parallelamente all'asse longitudinale della catena; in questo tratto del corso bagna le due città di Verchnij Tagil e Nižnij Tagil, i principali centri urbani toccati nel suo intero corso, nei pressi delle quali il fiume è stato sbarrato a scopi idroelettrici formando i due piccoli bacini artificiali che hanno preso il nome dalle città.
Alcuni chilometri a valle di quest'ultimo agglomerato urbano il fiume volge il suo corso verso est-nordest, uscendo dalla catena degli Urali ed entrando nel bassopiano della Siberia occidentale; in questo tratto diventa un fiume di pianura, largo e dalla corrente molto lenta, percorrendo un territorio spesso paludoso senza incontrare alcun centro abitato di grosso rilievo. Sfocia nella Tura nel suo alto corso, a 643 km dalla foce.
L'affluente principale del fiume è la Salda, che confluisce dalla destra idrografica.
Il Tagil è congelato in superficie, in media, dai primi di novembre a fine aprile; la tarda primavera e l'inizio dell'estate sono i periodi di massima portata annua, durante i quali il livello dell'acqua può salire anche oltre i 3 metri sopra il normale.